# Селемджинский хребет
Селемджинский хребет — горный хребет на Дальнем Востоке России на границе Хабаровского края и Амурской области. Протяжённость хребта в Амурской области составляет 150 километров. Находится на востоке Амурской области в Селемджинском районе и в северной части Хабаровского края. Высочайшая вершина — 2370 м.
Хребет характеризуется неблагоприятными природными условиями для жизни населения.